# 高雄市私立義大國際高級中學
高雄市私立義大國際中學，位於中華民國高雄市大樹區義大世界內，是一所包含高中、國中、國小的K-12年一貫學制及附設幼兒園的私立學校。

## 歷任校長
- 校長洪萬隆博士（2003年籌辦至2007年7月）
- 校長周玉霜博士（2007年8月至2010年7月）
- 校長黃郁宜女士（2010年8月至2016年7月）
- 校總監Peter Nanos博士（2016年8月至2023年7月）
- 校長李志成先生（2016年8月至2022年7月）
- 校長李健維先生（2022年8月迄今）
- 國際課程總監Matthew Lennon（2022年8月迄今）

## 外部連結
- 義大幼稚園 （页面存档备份，存于）
- 義大國際高級中學網站 （页面存档备份，存于）
  - 義大國際高級中學的Facebook專頁